# Tweekleurige vleermuis
De tweekleurige vleermuis (Vespertilio murinus) is een vleermuis uit de familie der gladneuzen (Vespertilionidae). De wetenschappelijke naam van de soort werd in 1758 door Carl Linnaeus gepubliceerd.

## Kenmerken
Dit is een middelgrote vleermuis. De spanwijdte is 260 tot 330 millimeter. Hij wordt 5 tot 6,5 centimeter lang, met een gewicht van 11 tot 24 gram.
Hij dankt zijn naam aan de scherpe kleurcontrasten tussen de rug en de buik. De bovenzijde is rood- tot zwartbruin, de onderzijde witgrijs van kleur. De haarpunten op de bovenzijde zijn zilverwit, wat een gerijpte indruk maakt. De keel is zeer wit. Er loopt een duidelijke grens tussen beide zijden. De snuit, oren en vleugels zijn donkerbruin van kleur. De vleugels zijn smal. De oren zijn kort en breed.
De tweekleurige vleermuis is de enige vleermuissoort in Europa met twee paar melkklieren.

## Voedsel en gedrag
De tweekleurige vleermuis is een nachtdier. Laat in de avond vliegt hij uit, waarna hij de gehele nacht door jaagt. Hij eet insecten, voornamelijk vliegen, maar ook motten en langpootmuggen, kevers en muggen. Zijn vlucht is rechtlijnig, of grote cirkels draaiend, op 10 tot 20 meter boven de grond. Hij vliegt niet uit in koud weer.
In de zomer verzamelen de mannetjes in West-Europa zich in grote kolonies, tot 250 dieren. De vrouwtjes trekken naar speciale kraamkolonies, waar ze met 30 tot 50 dieren in verblijven. De zomerverblijven bevinden zich in spleten en scheuren in gebouwen, waaronder flats, en in rotsspleten.
's Winters trekken ze naar diepe grotten en kelders. De winterslaap houden ze alleen, van oktober tot maart. Hij kan koude temperaturen doorstaan, tot -2,6 °C. De vleermuizen uit Noord- en Oost-Europa trekken meestal grote afstanden van de zomer- naar de winterverblijven, die in West- en Zuid-Europa liggen. Van geringde exemplaren is bekend dat ze tot 1500 kilometer trekken, en 900 kilometer is geen uitzondering.

## Voortplanting
De paartijd begint in juli of augustus, en duurt tot oktober. De testes van de mannetjes zwellen in deze periode zeer. In de paartijd stoot het mannetje luide, scherpe tsjirpende geluiden uit, waarmee hij vrouwtjes lokt.
Eind juni, begin juli worden twee jongen geboren. Drie jongen komen ook voor. Juveniele dieren zijn donkerder dan volwassen dieren. De tweekleurige vleermuis wordt minstens 12 jaar oud.

## Verspreiding
Zijn natuurlijke leefgebied zijn gebergten, steppen en bossen. Oorspronkelijk leeft de tweekleurige vleermuis waarschijnlijk langs rotswanden, maar door urbanisatie heeft hij zijn leefgebied kunnen uitbreiden en is hij ook regelmatig te vinden in grote steden met veel hoogbouw. In de Alpen is hij tot 1920 meter hoog te vinden. De tweekleurige vleermuis komt voor in Zuid-Scandinavië, Oost-Frankrijk, de Alpen en Centraal-Europa oostwaarts tot Iran en Afghanistan en via Zuid-Siberië tot Korea.

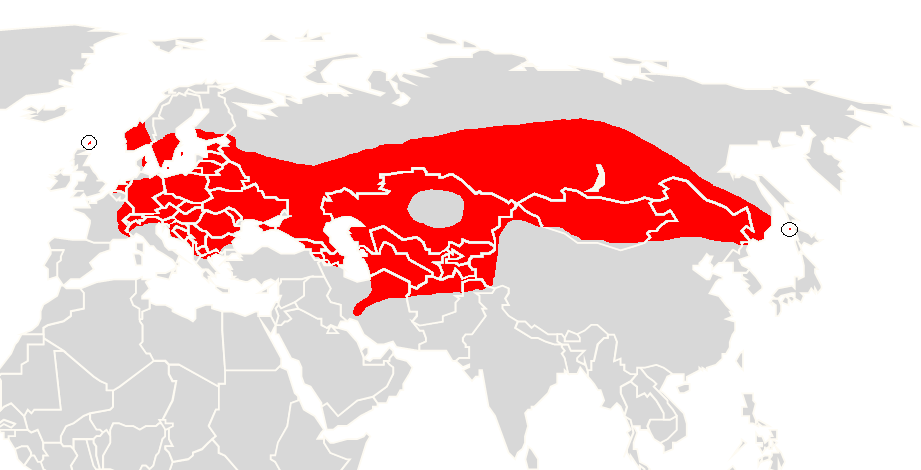
Verspreiding

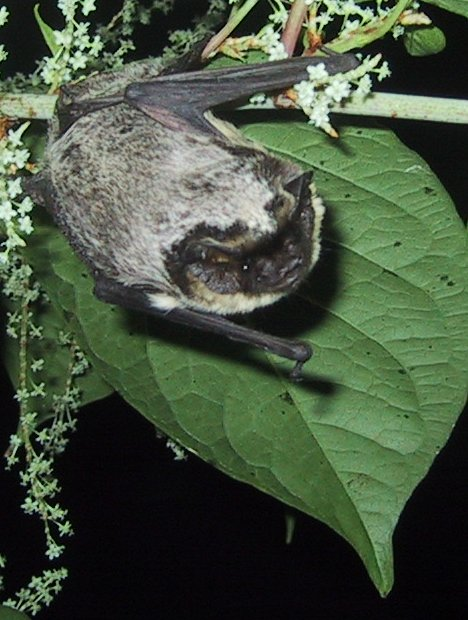
Vespertilio murinus, man

Het dier wordt zelden in Nederland waargenomen. In 1977 was de eerste waarneming in Nederland. Daarna zijn er vanaf 1984 jaarlijks wel waarnemingen geweest. In 1998 werd de eerste kraamkolonie gevonden bij Utrecht. Later werd ook een concentratie gevonden in de buurt van Groningen en op Urk . Er zijn meer waarnemingen bekend uit Noorwegen, Zweden of Denemarken. Soms worden ze op de Noordzee aangetroffen op booreilanden en schepen. Een bijzondere waarneming was de vlucht van een gezenderd dier dat, in 7 uur tijd op 3 april 2025, van Belgie tweemaal het Kanaal over vloog via Engeland naar Normandië.
De tweekleurige vleermuis staat op de Nederlandse rode lijst.